# 7098 Réaumur
7098 Réaumur è un asteroide della fascia principale. Scoperto nel 1993, presenta un'orbita caratterizzata da un semiasse maggiore pari a 2,6410224 UA e da un'eccentricità di 0,2104606, inclinata di 5,73617° rispetto all'eclittica.